# Pearl of the Army
Pearl of the Army er en amerikansk stumfilm fra 1916.

## Medvirkende
- Pearl White som Pearl Date.
- Ralph Kellard som Ralph Payne.
- Marie Wayne som Bertha Bonn.
- Theodore Friebus som Brent.
- William T. Carleton som Dare.